# Ruine Weissenau
Die Ruine Weissenau ist die Ruine einer mittelalterlichen Niederungsburg in der Gemeinde Unterseen im Kanton Bern aus dem 13. Jahrhundert.

## Lage und Beschreibung
Die Ruine Weissenau ist die grösste und am besten erhaltene Burganlage im Berner Oberland.
Sie befindet sich auf einer ehemaligen Insel in der Mündung der Aare in den Thunersee im heutigen Naturschutzgebiet Neuhaus-Weissenau.

## Geschichte
Die Burg und der dazugehörige Hafen wurden im 13. Jahrhundert als Reichsburg errichtet, um den Warenverkehr über die Alpenpässe zu sichern und zu kontrollieren. Im 13. Jahrhundert war die Burg im Besitz der Freiherren von Wädenswil. 1279 kam es zur Gründung des Ortes Unterseen und damit einhergehend zum wirtschaftlichen Niedergang der Burg Weissenau. 1298 wird sie erstmals schriftlich als «castrum de wissenowe» erwähnt. 1318 verpfändete Herzog Leopold I. von Österreich die Burg an die Herren von Weissenburg. Diese verkauften 1334 die Burg an das Kloster Interlaken. 1530 wurde das Kloster Interlaken säkularisiert und die Burg ging an den Staat Bern. Danach wurde die Burg aufgegeben und zerfiel. Seit 1981 steht die Ruine unter Denkmalschutz und wurde zwischen 1988 und 1989 konserviert.

## Aussichtsturm
71 Treppenstufen führen auf die Aussichtsplattform in 14,5 Meter Höhe. Von dieser kann man die Aare, den Thunersee und im Hintergrund den Niesen erblicken.

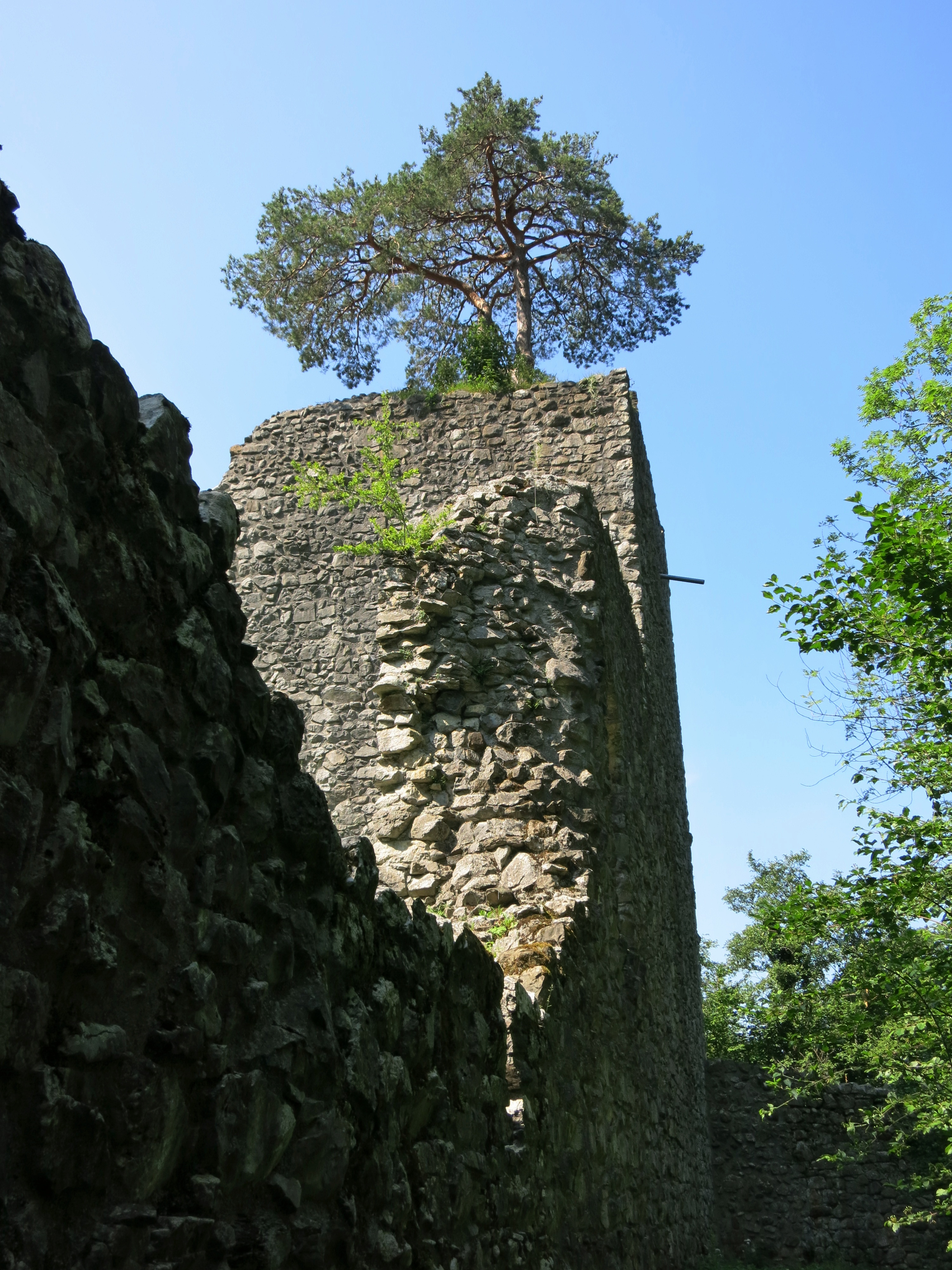
Ruine Weissenau
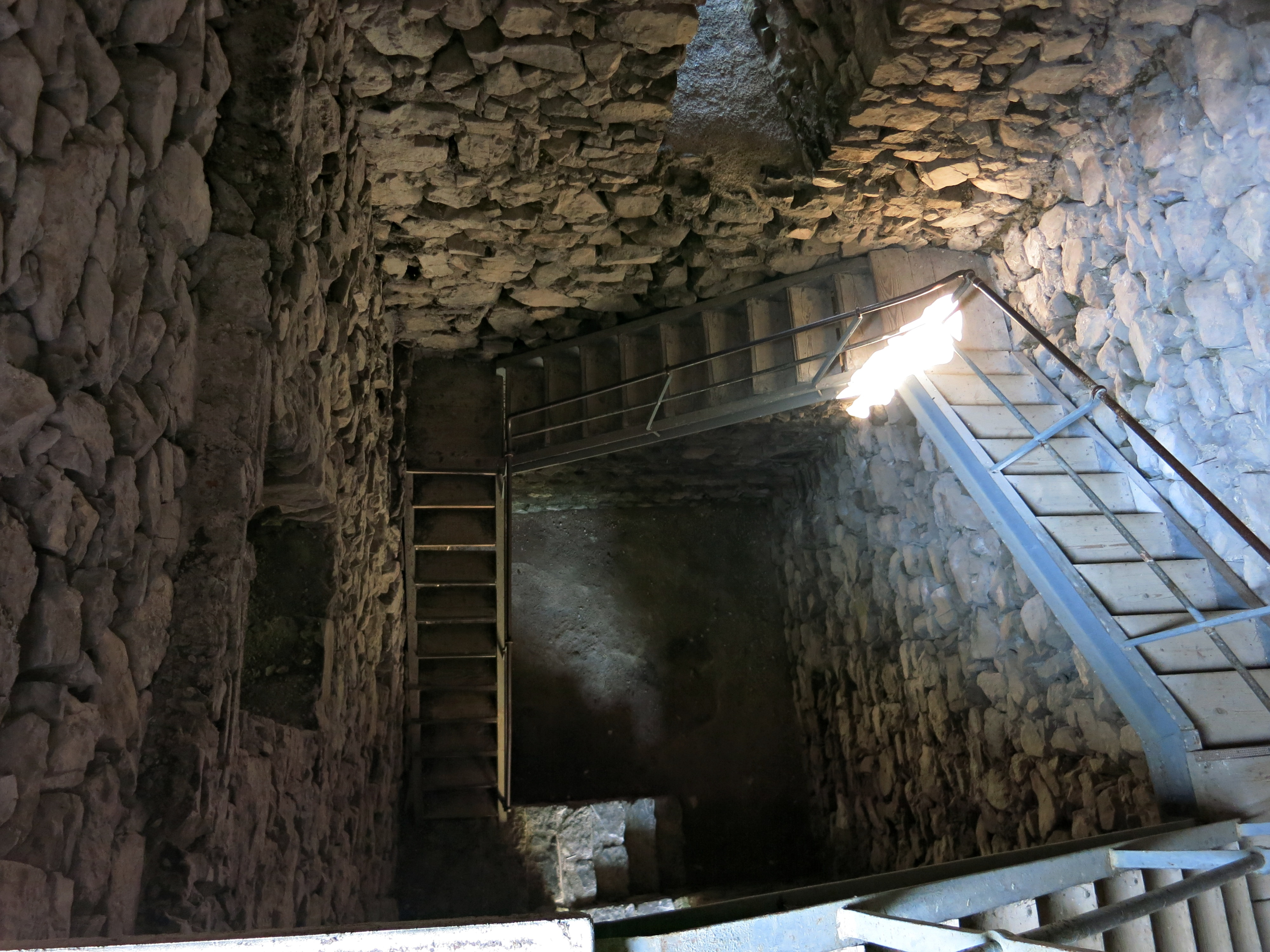
Treppe
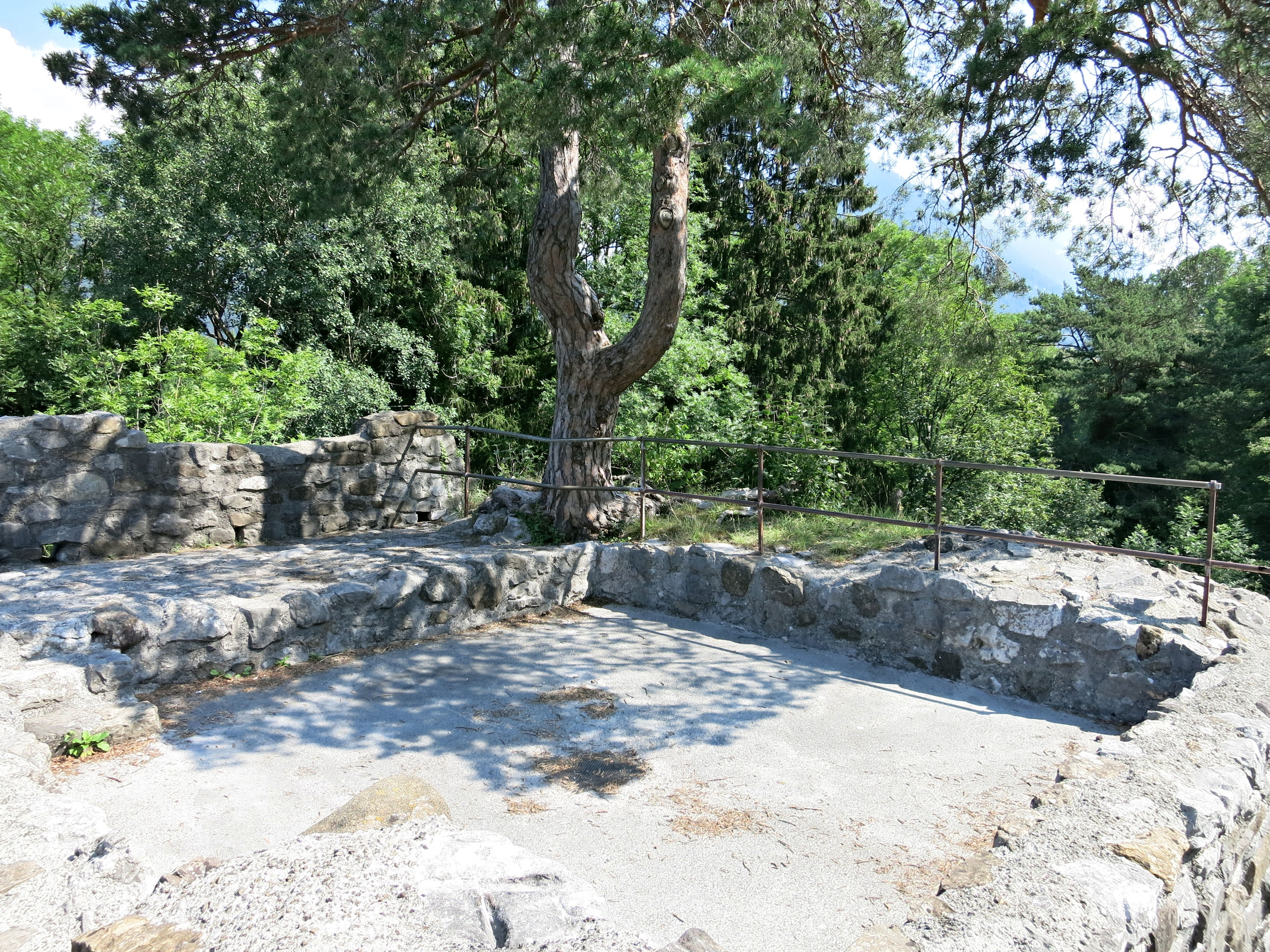
Aussichtsplattform